# Nuoto ai campionati mondiali di nuoto 2019 - 50 metri dorso femminili
La gara di nuoto dei 50 metri dorso femminili dei campionati mondiali di nuoto 2019 è stata disputata il 24 luglio e il 25 luglio presso il Nambu International Aquatics Centre di Gwangju. Vi hanno preso parte 48 atlete provenienti da 43 nazioni.

## Podio
| Posizione | Atleta          | Nazionalità |
| --------- | --------------- | ----------- |
| Oro       | Olivia Smoliga  | Stati Uniti |
| Argento   | Etiene Medeiros | Brasile     |
| Bronzo    | Dar'ja Vas'kina | Russia      |

## Programma
| Data           | Ora (UTC+9) | Turno      |
| -------------- | ----------- | ---------- |
| 24 luglio 2019 | 10:03       | Batterie   |
| 24 luglio 2019 | 20:37       | Semifinali |
| 25 luglio 2019 | 20:37       | Finale     |

## Record
Prima della manifestazione il record del mondo e il record dei campionati erano i seguenti.
| Record mondiale       | 26"98 | Liu Xiang Cina | 21 agosto 2018 Giacarta, Indonesia |
| Record dei campionati | 27"06 | Zhao Jing Cina | 30 luglio 2009 Roma, Italia        |

## Risultati

### Batterie[2]
| Pos. | Batteria | Corsia | Atleta                  | Nazionalità                   | Tempo | Note |
| ---- | -------- | ------ | ----------------------- | ----------------------------- | ----- | ---- |
| 1    | 5        | 4      | Fu Yuanhui              | Cina                          | 27"70 | Q    |
| 2    | 5        | 5      | Etiene Medeiros         | Brasile                       | 27"85 | Q    |
| 3    | 5        | 7      | Kira Toussaint          | Paesi Bassi                   | 27"86 | Q    |
| 4    | 4        | 4      | Georgia Davies          | Regno Unito                   | 27"92 | Q    |
| 5    | 5        | 8      | Julie Kepp Jensen       | Danimarca                     | 27"95 | Q    |
| 6    | 3        | 5      | Olivia Smoliga          | Stati Uniti                   | 27"96 | Q    |
| 7    | 5        | 1      | Simona Kubová           | Rep. Ceca                     | 28"00 | Q    |
| 8    | 3        | 4      | Anastasia Fesikova      | Russia                        | 28"02 | Q    |
| 9    | 4        | 5      | Mimosa Jallow           | Finlandia                     | 28"04 | Q    |
| 10   | 3        | 3      | Alicja Tchórz           | Polonia                       | 28"14 | Q    |
| 11   | 4        | 6      | Kathleen Baker          | Stati Uniti                   | 28"17 | Q    |
| 12   | 3        | 6      | Maaike de Waard         | Paesi Bassi                   | 28"19 | Q    |
| 12   | 5        | 3      | Chen Jie                | Cina                          | 28"19 | Q    |
| 14   | 4        | 3      | Kaylee McKeown          | Australia                     | 28"23 | Q    |
| 15   | 5        | 2      | Caroline Pilhatsch      | Austria                       | 28"28 | Q    |
| 16   | 5        | 6      | Dar'ja Vas'kina         | Russia                        | 28"29 | Q    |
| 17   | 4        | 2      | Silvia Scalia           | Italia                        | 28"30 |      |
| 18   | 3        | 7      | Stephanie Au            | Hong Kong                     | 28"31 |      |
| 19   | 4        | 1      | Minna Atherton          | Australia                     | 28"32 |      |
| 20   | 3        | 2      | Natsumi Sakai           | Giappone                      | 28"41 |      |
| 21   | 3        | 1      | Theodora Drakou         | Grecia                        | 28"48 |      |
| 22   | 3        | 8      | Im Da-sol               | Corea del Sud                 | 28"50 |      |
| 23   | 5        | 0      | Ingeborg Løyning        | Norvegia                      | 28"67 |      |
| 24   | 3        | 0      | Katalin Burián          | Ungheria                      | 28"84 |      |
| 25   | 4        | 0      | Karolina Hájková        | Slovacchia                    | 29"04 |      |
| 26   | 3        | 9      | Louise Hansson          | Svezia                        | 29"12 |      |
| 27   | 4        | 9      | Diana Nazarova          | Kazakistan                    | 29"51 |      |
| 28   | 5        | 9      | Ekaterina Avramova      | Turchia                       | 29"61 |      |
| 29   | 2        | 4      | Eygló Ósk Gústafsdóttir | Islanda                       | 29"82 |      |
| 30   | 2        | 6      | Marie Khoury            | Libano                        | 30"39 |      |
| 31   | 2        | 3      | Mónica Ramírez          | Andorra                       | 30"53 |      |
| 32   | 1        | 9      | Nimia Murua             | Panama                        | 30"77 |      |
| 33   | 2        | 5      | Maria Arrua             | Paraguay                      | 30"86 |      |
| 34   | 2        | 7      | Xiomara Getrouw         | Suriname                      | 31"42 |      |
| 35   | 1        | 1      | Sophia Diagne           | Senegal                       | 31"98 |      |
| 36   | 2        | 2      | Kimberly Ince           | Grenada                       | 32"27 |      |
| 37   | 2        | 8      | Cheang Weng Lam         | Macao                         | 33"01 |      |
| 38   | 2        | 0      | Colleen Furgeson        | Isole Marshall                | 33"28 |      |
| 39   | 2        | 1      | Robyn Young             | eSwatini                      | 33"54 |      |
| 40   | 1        | 8      | Nooran Ba-Matraf        | Yemen                         | 33"99 |      |
| 41   | 1        | 2      | Jennifer Harding-Marlin | Saint Kitts e Nevis           | 34"08 |      |
| 42   | 1        | 7      | Aika Watanabe           | Isole Marianne Settentrionali | 35"04 |      |
| 43   | 2        | 9      | Noelani Day             | Tonga                         | 35"17 |      |
| 44   | 1        | 4      | Aishath Sausan          | Maldive                       | 35"41 |      |
| 45   | 1        | 6      | Nafissath Radji         | Benin                         | 36"01 |      |
| 46   | 1        | 0      | Ekaterina Bordachyova   | Tagikistan                    | 37"95 |      |
| 47   | 1        | 3      | Tayamika Chang'anamuno  | Malawi                        | 38"49 |      |
| 48   | 1        | 5      | Shivani Bhatt           | Tanzania                      | 38"96 |      |

### Semifinali[3]
| Pos. | Semifinale | Corsia | Atleta             | Nazionalità | Tempo | Note |
| ---- | ---------- | ------ | ------------------ | ----------- | ----- | ---- |
| 1    | 2          | 7      | Kathleen Baker     | Stati Uniti | 27"62 | Q    |
| 2    | 1          | 4      | Etiene Medeiros    | Brasile     | 27"69 | Q    |
| 3    | 1          | 5      | Georgia Davies     | Regno Unito | 27"72 | Q    |
| 4    | 1          | 1      | Kaylee McKeown     | Australia   | 27"73 | Q    |
| 5    | 1          | 3      | Olivia Smoliga     | Stati Uniti | 27"76 | Q    |
| 6    | 2          | 8      | Caroline Pilhatsch | Austria     | 27"77 | Q    |
| 7    | 2          | 5      | Kira Toussaint     | Paesi Bassi | 27"78 | Q    |
| 8    | 1          | 8      | Dar'ja Vas'kina    | Russia      | 27"79 | Q    |
| 9    | 2          | 4      | Fu Yuanhui         | Cina        | 27"84 |      |
| 10   | 2          | 6      | Simona Kubová      | Rep. Ceca   | 27"91 |      |
| 11   | 1          | 6      | Anastasia Fesikova | Russia      | 28"01 |      |
| 12   | 1          | 7      | Maaike de Waard    | Paesi Bassi | 28"04 |      |
| 13   | 2          | 1      | Chen Jie           | Cina        | 28"07 |      |
| 14   | 2          | 2      | Mimosa Jallow      | Finlandia   | 28"10 |      |
| 15   | 1          | 2      | Alicja Tchórz      | Polonia     | 28"18 |      |
| 16   | 2          | 3      | Julie Kepp Jensen  | Danimarca   | 28"24 |      |

### Finale[4]
| Pos. | Corsia | Atleta             | Nazionalità | Tempo | Note |
| ---- | ------ | ------------------ | ----------- | ----- | ---- |
|      | 2      | Olivia Smoliga     | Stati Uniti | 27"33 |      |
|      | 5      | Etiene Medeiros    | Brasile     | 27"44 |      |
|      | 8      | Dar'ja Vas'kina    | Russia      | 27"51 |      |
| 4    | 3      | Georgia Davies     | Regno Unito | 27"65 |      |
| 4    | 6      | Kaylee McKeown     | Australia   | 27"65 |      |
| 6    | 4      | Kathleen Baker     | Stati Uniti | 27"69 |      |
| 7    | 7      | Caroline Pilhatsch | Austria     | 27"78 |      |
| 8    | 1      | Kira Toussaint     | Paesi Bassi | 27"85 |      |